# ویل پلتز
ویل پلتز (انگلیسی: Will Peltz؛ زادهٔ ۳۰ مهٔ ۱۹۸۶) هنرپیشه، مدل اهل ایالات متحده آمریکا است. وی از سال ۲۰۱۰ میلادی تا کنون مشغول فعالیت بوده‌است.
از فیلم‌ها یا برنامه‌های تلویزیونی که وی در آن نقش داشته‌است می‌توان به سیرا برگس یک بازنده است ، متوسط، در زمان، توهم، مردان، زنان و کودکان، ۱۳ دقیقه، باشگاه شکار و غیردوستانه اشاره کرد.